# Reddjédet
Reddjédet, est la femme d'un prêtre d'Héliopolis, héroïne du dernier conte du papyrus Westcar qui aurait dû être narré par Djédefhor, lequel, au lieu d'inventer une histoire, fait venir le prestidigitateur et prophète Djédi. Ce dernier, après avoir exécuté quelques tours de magie, annonce à Khéops l'avènement des trois premiers rois de la future Ve dynastie ; un passage du papyrus décrit l'accomplissement de cette prédiction : Reddjédet reçoit la visite du dieu Rê dont elle a trois fils : l'un d'entre eux (le premier né) devient le premier roi de la Ve dynastie, Ouserkaf ; pour l'aider à accoucher, Rê lui a envoyé les déesses Isis, Nephtys, Meskhenet et Héqet, accompagnées de Khnoum.